# Fulgurotherium australe
Fulgurotherium australe Huene, 1932 era un piccolo dinosauro erbivoro australiano appartenente agli ornitopodi.

## Storia
Visse nel Cretaceo inferiore tra 130 e 100 milioni di anni fa. Poteva raggiungere le dimensioni di 2 metri di lunghezza e fu scoperto da Huene nel 1932, a Lightning Rive.

## Descrizione
Inizialmente si credeva che fosse un teropode carnivoro, ma il cranio presentava il becco osseo e i molari tipici dei ipsilofodonti.
Come tutti i membri del suo gruppo era molto agile e veloce. Con tutta probabilità viveva in branco e per sfuggire ai predatori si affidava alla velocità. Possedeva un becco tagliente per triturare le piante di cui si cibava. Probabilmente migrava verso nord per sfuggire al freddo.